# Zadnia Rzeżuchowa Turnia
Zadnia Rzeżuchowa Turnia, Zadnia Gajnista Turnia (słow. Zadná žeruchová veža, Západná žeruchová veža, niem. Westlicher Kressenturm, Westlicher Gemsenturm, węg. Nyugati-Zerge-torony) – turnia w słowackiej części Tatr Wysokich, położona w środkowym fragmencie Koziej Grani – południowo-wschodniej grani Jagnięcego Szczytu. Od Koziej Turni na zachodzie oddziela ją Zadnia Rzeżuchowa Przełączka, natomiast od Skrajnej Rzeżuchowej Turni na wschodzie jest oddzielona Skrajną Rzeżuchową Przełączką. Wierzchołek turni jest utworzony przez dwa skalne zęby.
Stoki północne opadają z turni do Doliny Białych Stawów, południowe – do Doliny Jagnięcej i jej ściany stawiarskiej. W środku północno-wschodniej ściany spadającej do Niżniej Rzeżuchowej Kotliny wznosi się duży filar. Ściana południowa ma ok. 200 m wysokości i jest dość wąska, dzięki czemu ma charakter filara.
Na Zadnią Rzeżuchową Turnię, podobnie jak na inne obiekty w Koziej Grani, nie prowadzą żadne znakowane szlaki turystyczne. Najdogodniejsze drogi dla taterników wiodą na szczyt granią z sąsiednich przełęczy. Trudniejsze (III–IV w skali UIAA) są drogi obydwoma filarami turni.
Pierwsze wejścia:
- letnie – Gyula Hefty, 2 sierpnia 1908 r.,
- zimowe – A. Antoníčková i Rudolf Antoníček, 27 grudnia 1952 r.[2]

Nazwy Rzeżuchowych Turni i Rzeżuchowych Przełączek pochodzą od Rzeżuchowych Stawków (Niżniego i Wyżniego), nad którymi obficie rośnie rzeżucha gorzka. Z kolei nazwa Gajniste Turnie została utworzona dowolnie od Gajnego Wierchu w pobliżu Tatrzańskiej Łomnicy.

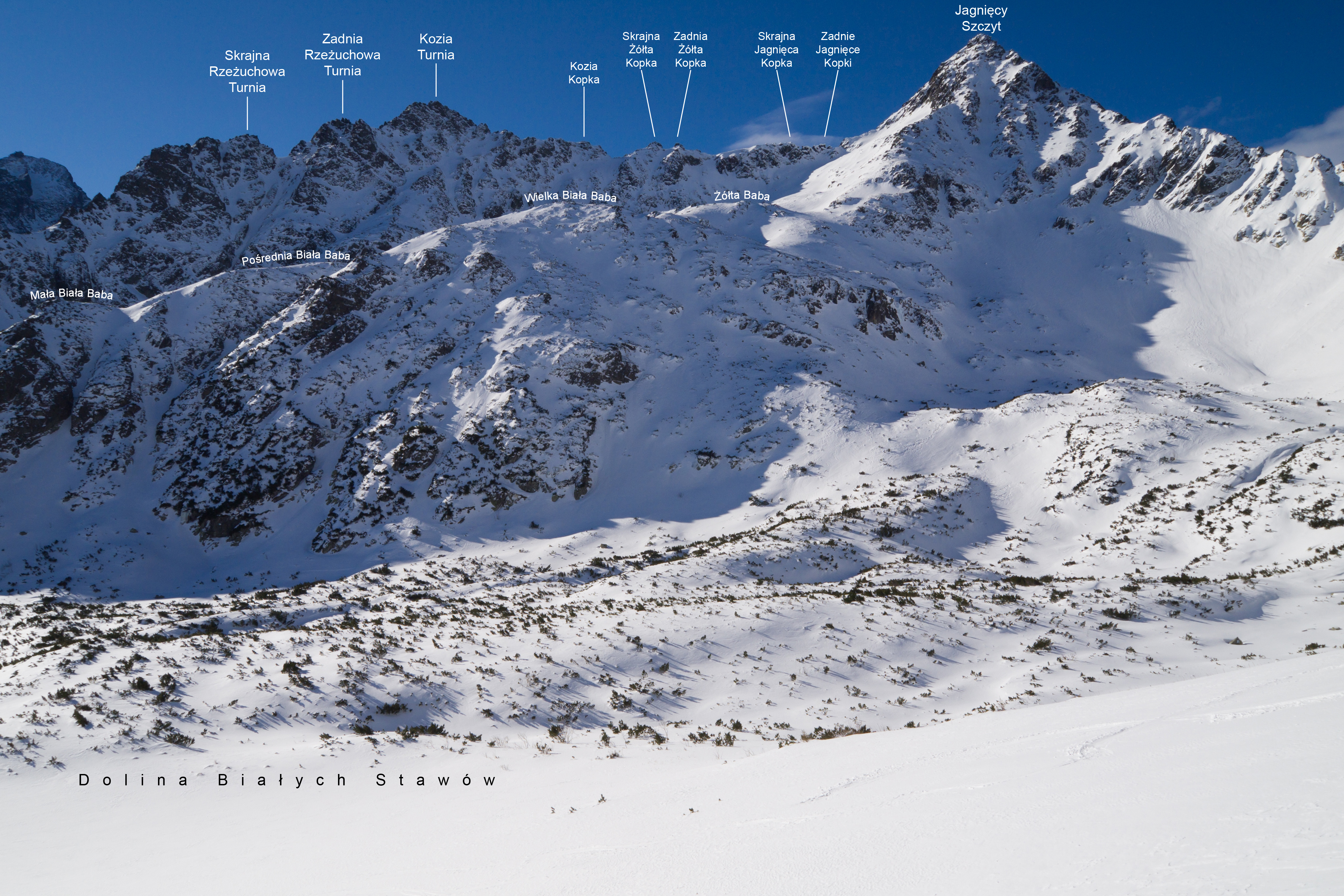
Zadnia Rzeżuchowa Turnia wśród podpisanych obiektów